# Стефано Кароббі
Стефано Кароббі (італ. Stefano Carobbi, нар. 16 січня 1964, Пістоя) — італійський футболіст, що грав на позиції захисника, захисника. По завершенні ігрової кар'єри — тренер.
Виступав, зокрема, за клуби «Фіорентина» та «Мілан», а також олімпійську збірну Італії.

## Клубна кар'єра
Народився 16 січня 1964 року в місті Пістоя. Вихованець футбольної школи клубу «Фіорентина». Дорослу футбольну кар'єру розпочав 1982 року в основній команді того ж клубу, в якій провів сім сезонів, взявши участь у 122 матчах чемпіонату.
Своєю грою за цю команду привернув увагу представників тренерського штабу клубу «Мілан», до складу якого приєднався 1989 року. Відіграв за «россонері» наступні два сезони своєї ігрової кар'єри. За цей час став з командою володарем Кубка чемпіонів УЄФА, а також по два рази виборов титул володаря Суперкубка УЄФА та Міжконтинентального кубка, але через наявність таких зіркових захисників як Паоло Мальдіні, Франко Барезі, Алессандро Костакурта та Мауро Тассотті на поле виходив вкрай рідко.
В підсумку 1991 року повернувся до клубу «Фіорентина». Цього разу провів у складі його команди два сезони. Більшість часу, проведеного у складі «Фіорентини», був основним гравцем команди.
Згодом з 1993 року пограв за «Лечче», після чого повернувся в «Фіорентину», а завершив професійну ігрову кар'єру у клубі «Поджібонсі», за команду якого виступав протягом 1994—1995 років. Загалом провів 202 матчі (і забив 3 голи) у Серії А.

## Виступи за збірні
Протягом 1984—1989 років залучався до складу молодіжної збірної Італії. На молодіжному рівні зіграв у 7 офіційних матчах, забив 1 гол і став фіналістом молодіжного чемпіонату Європи 1986 року.
1988 року захищав кольори олімпійської збірної Італії на Олімпійських іграх 1988 року у Сеулі. У складі цієї команди провів 2 матчі і став з командою четвертим.

## Кар'єра тренера
Розпочав тренерську кар'єру 1997 року, розпочавши тренувати юнаків у клубі «Пістоя Норд», де пропрацював з 1997 по 2002 рік. В подальшому протягом десяти років працював з юнацькими командами рідної «Фіорентини».
2012 року вперше очолив команду як головний тренер, нею стало «Ф'єзолеКальдіне» з Серії D. А у 2014–2018 роках тренував там само «Колліджану».
2018 року очолив жіночий футбольний клуб «Флорентія», що того року вперше в історії вийшов до жіночої Серії А. 

## Титули і досягнення
- Володар Кубка чемпіонів УЄФА (1):

«Мілан»: 1989–1990
- Володар Суперкубка УЄФА (2):

«Мілан»: 1989, 1990
- Володар Міжконтинентального кубка (2):

«Мілан»: 1989, 1990